# Etex Group
Die Etex Group S.A. ist eine Gruppe von weltweit tätigen Industrieunternehmen, die als Hersteller und Händler von Baustoffen tätig sind. Sitz der gruppenführenden Holdinggesellschaft Etex Group S.A. ist Brüssel in Belgien.
In Deutschland gehören die Etex Building Performance GmbH, die Etex Germany Exteriors GmbH und die Etex Holding GmbH mit den bekannten Baustoffmarken Cedral, Equitone, Eternit, Promat und Siniat zu dem Unternehmen. Seit 2020 ist die Etex Group Mitglied des UN Global Compact, einer der weltweit größten Nachhaltigkeitsinitiativen von Unternehmen.
Der Name Eternit steht als Gattungsbegriff für Produkte aus Faserzement und ist geprägt von seiner Asbest-Vergangenheit. Seit 1993 sind das Herstellen und die Verwendung von Asbest in Deutschland verboten. Weltweit werden alle Produkte der Etex Group asbestfrei hergestellt.

## Unternehmensgeschichte und Ereignisse
Ab 1905 erfolgte zunächst ein starkes Wachstum insbesondere durch Aktivitäten im Bereich Faserzement und führte zu Produktionsstätten auf verschiedenen Kontinenten und eine Diversifizierung durch Investitionen in die Herstellung bewährter und die Entwicklung und Produktion neuer Baustoffe. Die Holding selbst ging im Jahr 1995 aus der Eternit Belgien hervor, nachdem Eternit nicht nur seine Faserzement-Produkte auf eine neue Technologie umgestellt, sondern auch seine Aktivitäten und Unternehmensbereiche insgesamt reorganisiert hatte.
2011 übernahm Etex mehrheitlich die europäischen und südamerikanischen Gipsaktivitäten des französischen Konkurrenten Lafarge und bündelte diese mit den eigenen Aktivitäten unter dem neuen Unternehmens- und Markennamen „Siniat“. Lafarge hielt 20 % der Anteile an diesem Gemeinschaftsunternehmen. 2017 kaufte Etex den spanischen Gipsplattenexperten Pladur, um die Marktführerschaft auf dem Trockenbaumarkt auszubauen. 2018 bezog Etex das neue Headquarters PassPort am Flughafen Brüssel-Zaventem von A2RC Architects und Jaspers-Eyers Architects. 2019 konzentrierte sich Etex auf den wachsenden Markt der Leichtbaulösungen und veräußerte mit Marley Ltd. einen Teil des Tondachziegel- und Betondachsteingeschäfts. 2020 trat Etex in das Geschäft mit Terrassenpaneelen von Cedral ein. 2021 verkaufte Etex den Dachspezialisten Creaton GmbH an das französische Unternehmen Terreal.

## Geschäftliche Aktivitäten
Zur Gruppe zählen über einhundert Tochterunternehmen in 45 Ländern mit 13.477 Mitarbeiter an 160 Produktionsstätten. Hauptsächlich aktiv ist die Etex Group in Europa sowie in Lateinamerika. Der Gruppenumsatz belief sich 2024 auf rund 3,77 Milliarden Euro. Mehr als 25 Millionen Euro werden jährlich in Innovationen investiert.
Die Geschäftstätigkeit ist aus der historischen Entwicklung dezentral in fünf globalen Divisionen gegliedert:    
- Building Performance mit dem Schwerpunkt auf Trockenbausysteme, Putze und Verbundstoffe, Faserzement, passiver Brandschutz und zugehörige Produkte
- Exteriors mit dem Schwerpunkt auf Faserzementmaterialien für Architektur, Wohnbau und Landwirtschaft
- Insulation mit dem Schwerpunkt der Herstellung von Isolationsmaterialien
- Industry mit dem Schwerpunkt auf leistungsstarke Isolierung und Brandschutzlösungen für industrielle Akteure

## Tochterunternehmen in Deutschland
- Etex Building Performance GmbH, Ratingen: Hersteller von Siniat Trockenbauplatten und Lösungen für den bautechnischen Brandschutz von Promat.[13]
- Etex Germany Exteriors GmbH, Beckum: Hersteller von Cedral Dach- und Fassadenplatten, Fassadenpaneelen und Terrassendielen sowie Equitone-Fassadentafeln und Eternit-Wellplatten aus Faserzement.[14]
- Etex Holding GmbH, Heidelberg: internes Kompetenzzentrum der Etex Group für steuerliche Angelegenheiten.

## Kritik
Das Bundeskartellamt verhängte im Dezember 2008 sowie Anfang 2009 gegen die Etex Holding sowie gegen deren Töchtern Creaton AG und Pfleiderer GmbH und gegen sieben weitere Unternehmen der Tondachziegelbranche erhebliche Geldbußen in Höhe von insgesamt 188 Mio. € wegen der Beteiligung an wettbewerbsbeschränkenden Absprachen bei Tondachziegeln. Im Jahr 2006 hatte fast die gesamte Branche vereinbart, die Preise durch Erhebung eines sog. „Energiekostenzuschlages“ um 4–6 % zu erhöhen.